# Penaincisalia bimediana
Penaincisalia bimediana är en fjärilsart som beskrevs av Johnson 1990. Penaincisalia bimediana ingår i släktet Penaincisalia och familjen juvelvingar. Inga underarter finns listade i Catalogue of Life.